# フォーリングダウン
『フォーリングダウン』はMUCCの24枚目のシングル。2010年9月22日発売。発売元はデンジャークルー・レコード。

## 概要
- 前作から3カ月、アルバム発売の約2週間前のリリースとなった。
- 初回限定盤と通常盤の2タイプが同時発売。初回盤には限定のオリジナルミニボトルが付録として封入されている。
- ライブ版のPV撮影は2010年6月12日に東京のお台場パレットタウンで行われ、約5分ほどの撮影にもかかわらず5000人程の観客が集まった。収録後も「謡声（ウタゴエ）」など4曲を熱唱し、観客をわかせた様子はアルバム『カルマ』に封入されているDVDで見ることができる。
- アルバム『カルマ』との連動企画で、握手券が封入されている。
- フジテレビ系番組「HEY!HEY!HEY! MUSIC CHAMP」10月、11月度エンディングテーマにタイアップされた。

## 収録曲

### 初回限定盤
1. フォーリングダウン
（作詞・作曲:ミヤ/編曲:ミヤ、SPACEWALKERS）
  - ダンスミュージックを意識したナンバー。ミヤ曰く「前作（約束）がMUCCらしい曲だったので、今回はその逆を行きたかった」とのこと。近年ミヤが力を入れているDJ活動も影響しているという。
  - 本作はSPACEWALKERSによりデジタル・アレンジされたもので、アルバム『カルマ』に収録されたものがオリジナルとなっている。
2. 月の夜
（作詞:逹瑯/作曲:YUKKE/編曲:ミヤ）
  - ジャズテイストを盛り込んだ楽曲。
3. 約束 Warehouse Flavored Mix
（作詞・作曲:逹瑯/編曲:ミヤ）
  - 18thシングルをハウス・ミュージック風にアレンジしたもの。

### 通常盤
1. フォーリングダウン
2. 蛍
（作詞:ミヤ/作曲:SATOち/編曲:ミヤ）
  - 元々打ち込み風にアレンジした曲を作るということで製作された曲だが、メロディとの馴染みがうまくなかったため、バンド・サウンドで演奏することとなった。